# Altrée
 (novembre 2024).
Si vous disposez d'ouvrages ou d'articles de référence ou si vous connaissez des sites web de qualité traitant du thème abordé ici, merci de compléter l'article en donnant les références utiles à sa vérifiabilité et en les liant à la section « Notes et références ».
La rivière Altrée, est un cours d'eau d'une longueur d'environ cinq kilomètres qui prend sa source à partir de deux bras situés l'un en amont de Saint-Martin-d'Arcé et l'autre en amont du château de Grésillon.
L'Altrée coule à côté du château de Baugé et se jette dans la rivière du Couasnon en aval du centre-ville de Baugé.